# Пардо, Джулия
Джулия Пардо (4 декабря 1806 — 26 ноября 1862) — британская писательница, поэтесса, переводчица

 и путешественница.

## Биография
Родилась в Беверли, Йоркшир, в семье майора британской армии. В 13-летнем возрасте выпустила сборник стихотворений, а год спустя появился её исторический роман («Lord Mircar d’Hereward»), из эпохи Вильгельма-Завоевателя. Большой успех имела её книга 1833 года о Португалии, в которой Пардо жила на протяжении 15 месяцев. Писала также о Востоке, по которому путешествовала, будучи одной из первых британских женщин, изучавших быт и нравы народов Османской империи; в 1836 году вместе с отцом жила в Константинополе, собирая там исторические материалы для своих работ; результатом стала вышедшая в 1837 году трёхтомная книга «Город султана» (переиздавалась в 1838, 1845, 1854 годах). Эта работа была высоко оценена в Великобритании за подробные описания многих аспектов османского быта (свадьбы, базары, семейная жизнь); на турецкий язык она была переведена только в 1967 году.
В 1839 году сотрудничала с художником Уильямом Генри Бартлеттом для создания иллюстрированной работы «Красоты Босфора» (была переиздана в 1839, 1854 и в 1874 годах). С 1842 года жила в Лондоне, с января 1860 года получала государственную пенсию за свой вклад в литературу. Другие известные её произведения: «Людовик XIV и французский двор в XVII веке», «Жизнь Франциска I», «Жизнь Марии Медичи», «Исповедь красавицы», «Reginald Lyle».
Джулия Пардо стала жертвой бессонницы и хронического заболевания печени и умерла в 1862 году. Она похоронена на Кладбище Всех Душ.